# Chilton (Oxfordshire)
Chilton is een civil parish in het bestuurlijke gebied Vale of White Horse, in het Engelse graafschap Oxfordshire met 894 inwoners.